# Steinhaus–Mosers notation
Steinhaus–Mosers notation är ett sätt inom matematiken att uttrycka extremt stora tal. Notationen är uppkallad efter Hugo Steinhaus och Leo Moser. Det är en utökning av Steinhaus polygonnotation (se nedan).

## Definitioner och exempel
, talet n i en triangel, betyder nn, det vill säga n upphöjt till n.
, talet n i en kvadrat, betyder "talet n inuti n stycken trianglar".
, talet n i en femhörning, betyder "talet n inuti n stycken kvadrater".
Detta går att generalisera till godtycklig månghörning, så att n skrivet i en (m+1)-hörning är ekvivalent med "talet n inuti n stycken m-hörningar".
Exempel, talet 2 i en kvadrat är det samma som talet 2 i två trianglar, det vill säga
{\displaystyle \left(2^{2}\right)^{\left(2^{2}\right)}=4^{4}=256}.

## Steinhaus polygonnotation
I Steinhaus polygonnotation är endast triangeln, kvadraten och en cirkel, , definierade. Cirkeln är ekvivalent med femhörningen ovan.
Steinhaus definierade:
- "mega" är talet 2 i en cirkel:
- "megiston" är talet 10 i en cirkel:

Mosers tal är talet "2 i en megagon", där en "megagon" är en "megahörning", dvs en månghörning med "mega" stycken sidor.

## Alternativa notationer
- Använd funktionerna square(x) och triangle(x)
- låt M(n,m,p) vara talet som representeras av talet n i en m-nästlad p-hörning; sedan följer:
  - {\displaystyle M(n,1,3)=n^{n}}
  - {\displaystyle M(n,1,p+1)=M(n,n,p)}
  - {\displaystyle M(n,m+1,p)=M{\big (}M(n,1,p),m,p{\big )}}

och
- - mega = {\displaystyle M(2,1,5)}
  - moser = {\displaystyle M{\big (}2,1,M(2,1,5){\big )}}

## Mega
Notera att 

är redan det ett mycket stort tal, eftersom
 =
square(square(2)) = square(triangle(triangle(2))) =
square(triangle(22)) = 
square(triangle(4)) =
square(44) =
square(256) =
triangle(triangle(triangle(...triangle(256)...)))  [256 trianglar] =
triangle(triangle(triangle(...triangle(256256)...)))  [255 trianglar] =
triangle(triangle(triangle(...triangle(3.2 × 10616)...)))  [254 trianglar] =
...
Eller med den alternativa notationen:
mega = M(2,1,5) = M(256,256,3)
Med funktionen {\displaystyle f(x)=x^{x}} har vi mega = {\displaystyle f^{256}(256)=f^{258}(2)} där exponenten representerar en funktionsexponent, inte en numerisk exponent.
Vi har (observera konventionen att exponenter räknas från höger till vänster):
- M(256,2,3) = {\displaystyle (256^{\,\!256})^{256^{256}}=256^{256^{257}}}
- M(256,3,3) = {\displaystyle (256^{\,\!256^{257}})^{256^{256^{257}}}=256^{256^{257}\times 256^{256^{257}}}=256^{256^{257+256^{257}}}}≈{\displaystyle 256^{\,\!256^{256^{257}}}}

På samma sätt:
- M(256,4,3) ≈ {\displaystyle {\,\!256^{256^{256^{256^{257}}}}}}
- M(256,5,3) ≈ {\displaystyle {\,\!256^{256^{256^{256^{256^{257}}}}}}}

osv.
Således:
- mega = {\displaystyle M(256,256,3)\approx (256\uparrow )^{256}257}, där {\displaystyle (256\uparrow )^{256}} betecknar en funktionsexponent av funktionen {\displaystyle f(n)=256^{n}}.

Om vi avrundar lite mer grovt, (ersätter 257 i slutet av 256), får vi mega ≈ {\displaystyle 256\uparrow \uparrow 257}, (här används Knuths pilnotation).
Observera att efter de första stegen så är värdet av {\displaystyle n^{n}} varje gång ungefär lika med {\displaystyle 256^{n}}. Faktum är att det är även ungefär lika med {\displaystyle 10^{n}}. Genom att använda exponenter med basen 10 får vi:
- {\displaystyle M(256,1,3)\approx 3.23\times 10^{616}}
- {\displaystyle M(256,2,3)\approx 10^{\,\!1.99\times 10^{619}}} ({\displaystyle \log _{10}616} är adderat med 616)
- {\displaystyle M(256,3,3)\approx 10^{\,\!10^{1.99\times 10^{619}}}} ({\displaystyle 619} är adderat  {\displaystyle 1.99\times 10^{619}}, vilket är försumbart; därför är bara 10 adderat på slutet)

- {\displaystyle M(256,4,3)\approx 10^{\,\!10^{10^{1.99\times 10^{619}}}}}

...
- mega = {\displaystyle M(256,256,3)\approx (10\uparrow )^{255}1.99\times 10^{619}}, där {\displaystyle (10\uparrow )^{255}} betecknar en funktionsexponent av funktionen {\displaystyle f(n)=10^{n}}. Alltså gäller {\displaystyle 10\uparrow \uparrow 257<{\mbox{mega}}<10\uparrow \uparrow 258}

## Mosers tal
Det har bevisats att Mosers tal, trots att det är extremt stort, är mindre än Grahams tal.
Därför, med Conways kedjepilsnotation,
{\displaystyle {\mbox{moser}}<3\rightarrow 3\rightarrow 64\rightarrow 2}